# امامزادگان سید علاءالدین و شرف‌الدین
امامزادگان سیدعلاءالدین وشرف الدین مربوط به دوره صفوی -اوایل دوره زند است و در شهرستان طالقان روستای اورازن واقع شده و این اثر در تاریخ ۱۲ بهمن ۱۳۸۱ با شمارهٔ ثبت ۷۲۴۵ به‌عنوان یکی از آثار ملی ایران به ثبت رسیده است.